# 井村裕夫
井村 裕夫（いむら ひろお、1931年（昭和6年）2月4日 - ）は、日本の医学者、医学博士。京都大学名誉教授・元総長。日本学士院前院長。専門は内分泌代謝病学、糖尿病学。

## 略歴
1931年、滋賀県神崎郡八日市町（現：東近江市）生まれ。滋賀県立八日市高等学校卒業。1954年京都大学医学部医学科卒業、医学博士。米国カリフォルニア大学内科研究員、京都大学講師、神戸大学医学部教授、京都大学医学部教授、同大学医学部長を経て、1991年～1997年京都大学総長。同時に国立大学協会会長。京大総長選挙は当時、立候補も他者推薦も無しで各教官が適任と思う人物を紙に書く制度であったため予期せず突如選ばれ、研究を一時中断するほど多忙であったという。1962年に京都大学より医学博士。論文の題は「糖質コルチコイドの投与による副腎皮質不全に関する実験的研究」。
その後1998年神戸市立医療センター中央市民病院長、2001年総合科学技術会議議員を経て、2004年より(財)先端医療振興財団理事長。また現在、科学技術振興機構顧問、（財）稲盛財団会長、日本学士院会員、アメリカ芸術科学アカデミー外国人名誉会員。科学技術会議（改組により総合科学技術会議、現：総合科学技術・イノベーション会議））議員として、科学技術政策の立案、調整に関わる。特に第2期科学技術基本計画の作成に主導的役割を果たした。2009年には国際生物学オリンピック2009組織委員長を務める。2019年6月には地元・東近江市の名誉市民となる。同年10月、日本学士院院長に選出される。2022年10月、任期満了に伴い、院長を退任。

## 主義・主張
井村は2016年5月の『日本経済新聞』の記事で以下の趣旨を語り、「先制医療」を提唱している。
これまで高齢期の健康は40歳以上の中年期になってから注意すればいい、という考え方が一般的だった。しかし近年の研究で、多くの病気は遺伝的素因に胎生期から生後の環境が影響し、無症状のまま長い年月をかけて進行することが分かってきた。このためより早い時期から人生の全体を通じて健康に注意する「ライフコース・ヘルスケア」が注目されている。こうした中、医学や医療にも役割の見直しが求められる。新たな目標は潜在性の病気を発見して進行を止めること、そして加齢に伴う心身の機能低下を緩やかにすることに定めるべきだ。そこで、個人の遺伝子情報やバイオマーカーに基づいてハイリスクの人を特定し、生活習慣改善や早期治療などで病気の発症を抑えたり遅らせたりする「先制医療」が唱えられている。日本での研究は緒に就いたばかりだが、米国では「精密医療 (precision medicine)」と呼ばれ、アルツハイマー型認知症では発症前段階で兆候を見つけ、治療する試みが始まった。WHOによると、NCDによる死亡者は全世界で毎年3600万人に達し、その80%は低～中所得国の国民である。特に経済的に豊かになったアジア諸国やアラブ湾岸諸国では糖尿病患者や肥満が近年著しく増加。国際糖尿病連合は世界の患者数が現在の4億1500万人から2040年には6億4200万人になると警鐘を鳴らしている。

## 受賞・栄典
主な受賞歴は以下の通り。
- 1985年：イギリス内分泌学会 Dale Medal
- 1986年：武田医学賞
- 1988年：第25回ベルツ賞1等賞
- 1991年：日本医師会医学賞
- 1995年：Asia and Oceania Madal
- 1997年：Robert H.Williams Distinguished Leadership Award
- 1999年：第1回日本糖尿病学会坂口賞
- 2000年：フランス共和国国家功労勲章
- 2002年：第1回日本内分泌学会特別功労賞
- 2005年：瑞宝大綬章[10][11]
- 2006年：大英帝国勲章CBE[12]

## 著書
- 『生命のメッセンジャーに魅せられた人びと 内分泌学の潮流』羊土社, 1992.7
- 『医のフィリア 内科学におけるサイエンス・アート・ヒューマニティ』中山書店, 1995.4
- 『人はなぜ病気になるのか 進化医学の視点』岩波書店, 2000.12
- 『21世紀を支える科学と教育 変革期の科学技術政策』日本経済新聞社, 2005.10
- 『臨床研究イノベーション』中山書店, 2006.12
- 『進化医学 人への進化が生んだ疾患』羊土社, 2013.1
- 『健康長寿のための医学』岩波新書 2016.2
- 『医の心 私の人生航路と果てしなき海図』京都通信社, 2018.2
- 『医学 歴史と未来』羊土社, 2021.1

### 共編著・監修
- 『人体成分のサンプリング ホルモン』(フィールドワークシリーズ 人体成分編) 井村裕夫 ほか著. 講談社, 1974
- 『下垂体 基礎と臨床』宮井潔共編. 医歯薬出版, 1974
- 『ホルモンと糖代謝』垂井清一郎共編. 医歯薬出版, 1975
- 『脳とホルモン』(河口湖カンファランス 宮井潔共編集. 医歯薬出版, 1976
- 『ホルモンの作用機序 ホルモン作用とその不応症』 (河口湖カンファランス  尾形悦郎,西塚泰美共編集. 医歯薬出版, 1977.1
- 『ホルモン産生腫瘍』石川七郎,笹野伸昭共編集 医学書院, 1977.8
- 『図説臨床内科講座 第1-3巻  内分泌・代謝』鎮目和夫共編 メジカルビュー社, 1978
- 『内分泌・代謝病学』編集. 医学書院, 1979.12
- 『内分泌疾患と免疫』(河口湖カンファランス 井村裕夫 [ほか]編集. 医歯薬出版, 1980.8
- 『内分泌実験講座 2 内分泌動物実験法』加藤讓共編　講談社, 1982.12
- 『内分泌実験講座 5-6 ホルモン測定法』宮井潔共編 講談社, 1982-83
- 『天然物と生物活性 新しい展開をめざして 第5回内藤記念財団シンポジウム』後藤俊夫、村地孝共編. 東京大学出版会, 1983.11
- 『治療シンポジウム記録 4  内分泌疾患』編 診療新社, 1983.6
- 『レセプター 基礎と臨床 改訂版』吉田博共編著. 中外医学社, 1983.7
- 『臨床代謝学』井村裕夫 [ほか]編集. 朝倉書店, 1984.10
- 『天然物と生物活性 新しい展開をめざして 続』後藤俊夫、中嶋暉躬、村地孝共編 東京大学出版会, 1984.8
- 『クッシング症候群』(内科mook 編集企画. 金原出版, 1984.8
- 『オピオイドペプチド』編著. 中外医学社, 1985.5
- 『下垂体腺腫』景山直樹共編. 医学書院, 1986.10
- 『臨床内分泌病学』鎮目和夫共編. 朝倉書店, 1986.10
- 『放射線医学大系 第37巻 インビト口核医学総論 核医学』井村裕夫 [ほか]執筆　中山書店, 1987.8
- 『がんのバイオサイエンス 4 がんの新しい診断と治療』編 東京大学出版会, 1991.8
- 『最新内科学大系』全79巻 尾形悦郎,高久史麿,垂井清一郎共編. 中山書店, 1990-97
- 『新生化学実験講座 9 [2] ホルモン. 2 非ペプチドホルモン』山本尚三,岡本光弘,和田博共編 東京化学同人, 1992.12
- 『神経内分泌免疫学』堀哲郎、村松繁共編. 朝倉書店, 1993.10
- 『レセプター 基礎と臨床』岡哲雄,芳賀達也,岸本英爾共編 朝倉書店, 1993.12
- 『臨床DNA診断法』古庄敏行共監修・編. 金原出版, 1995.7
- 『システムとしての身体』編(分子医科学シリーズ メジカルビュー社, 1996.2
- 『最新内科学大系総索引 別巻』尾形悦郎,高久史麿,垂井清一郎共編 中山書店, 1999.2
- 『わかりやすい内科学』編集主幹,大井元晴,岡崎和一,尾崎承一,笹田昌孝,中井義勝,福田善弘,福山秀直,藤田正俊,武曾惠理編. 文光堂, 1999.4
- 『現代医学と社会』(岩波講座現代医学の基礎 高久史麿共編. 岩波書店, 2000.3
- 『医学書院医学大辞典』伊藤正男,高久史麿共総編集. 医学書院, 2003.3
- 『こころを医学する』(シリーズ転換期の医学 岡本道雄共編. 岩波書店, 2004.10
- 『幸福と医学』(シリーズ転換期の医学 岡本道雄共編. 岩波書店, 2004.11
- 『全人的医学へ』(シリーズ転換期の医学) 岡本道雄共編. 岩波書店, 2004.9
- 『症候群ハンドブック』総編集, 福井次矢,辻省次編. 中山書店, 2011.5
- 『日本の未来を拓く医療 治療医学から先制医療へ』全体編集. 診断と治療社, 2012.12
- 『臨床研究のススメ』監修. 最新医学社, 2014.1
- 『医と人間』編 (岩波新書 2015.2

### 翻訳
- Francis S.Greenspan, Peter H.Forsham『内分泌学』監訳. 金芳堂, 1988.5
- John I.Gallin 編『NIH臨床研究の基本と実際』監修, 竹内正弘, 藤原康弘, 渡辺享 監訳. 丸善, 2004.3